# Xói mòn sinh học

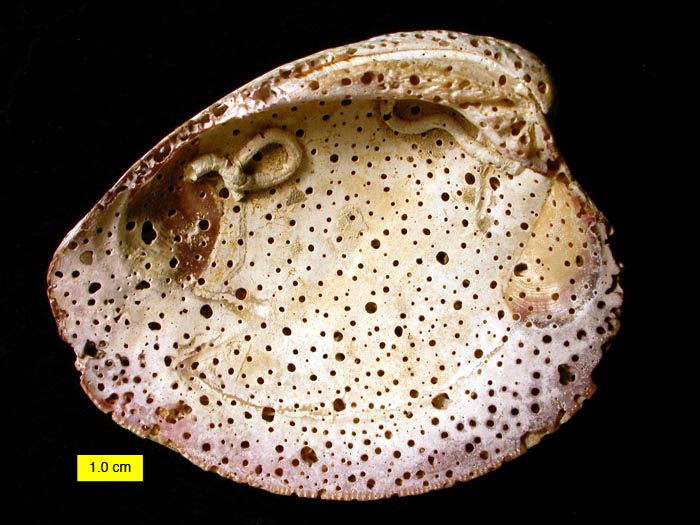
Các miếng bọt biển (Entobia) và các khối trên vỏ hai mảnh hiện đại, Bắc Carolina.

Sự xói mòn sinh học mô tả sự phá vỡ các chất nền đại dương cứng – và các chất nền trên mặt đất một cách ít thường xuyên hơn – bởi các sinh vật sống. Sự bùng nổ sinh học biển có thể được gây ra bởi động vật thân mềm, giun polychaete, phoronids, bọt biển, động vật giáp xác, da gai và cá; nó có thể xảy ra trên bờ biển, trên các rạn san hô và trên tàu; cơ chế của nó bao gồm đào sinh học, khoan, gay gắt và cạo. Trên đất khô, xói mòn sinh học thường được thực hiện bởi các cây tiên phong hoặc thực vật như như địa y, và chủ yếu là hóa học (ví dụ bằng axit tiết ra trên đá vôi) hoặc cơ khí (ví dụ bằng rễ phát triển thành các vết nứt) trong tự nhiên.
Sự xói mòn sinh học của các rạn san hô tạo ra cát san hô mịn và trắng đặc trưng của các hòn đảo nhiệt đới. San hô được chuyển thành cát bởi các tác nhân xói mòn nội bộ như tảo, nấm, vi khuẩn (microborers) và bọt biển (Clionaidae), thân mềm hai mảnh vỏ (bao gồm Lithophaga), sipunculans, giun nhiều tơ, hàu acrothoracican và phoronids, tạo trầm tích rất tốt với đường kính từ 10 đến 100 micromet. Các chất sinh học bên ngoài từ các lòi như nhím biển (như Diadema) và chitons. Những nhân tố kết hợp tạo ra rất nhiều sự xói mòn. Sự xói mòn do nhím biển từ calci cacbonat đã được báo cáo ở một số rạn san hô với tỷ lệ hàng năm vượt quá 20 kg / m 2.
Cá cũng ăn mòn san hô trong khi ăn tảo. Cá mó gây ra rất nhiều vụ xói mòn sinh học bằng cách sử dụng cơ hàm phát triển tốt, phần ứng răng và máy nghiền hầu họng, để nghiền vật liệu ăn vào các hạt có kích thước cát. Sự phá hủy sinh học của rạn san hô aragonit bằng cá vẹt có thể dao động từ 1017,7 ± 186,3   kg/năm (0,41 ± 0,07 m 3 / năm) đối với gibbus chlorurus và 23,6 ± 3,4 kg/năm (9,7 10 −3 ± 1,3 10 3 m 2 / năm) đối với Chlorurus sordidus (Bellwood, 1995).
Sự xói mòn sinh học cũng được biết đến trong hồ sơ hóa thạch trên vỏ sò và bãi cứng (Bromley, 1970), với dấu vết của hoạt động này kéo dài trở lại vào Precambrian (Taylor & Wilson, 2003). Macrobioerumping, tạo ra các lỗ khoan có thể nhìn thấy bằng mắt thường, cho thấy hai bức xạ tiến hóa riêng biệt. Một là ở Middle Ordovician (Cuộc cách mạng bùng nổ sinh học Ordovician; xem Wilson & Palmer, 2006) và cái kia ở Jurassic (xem Taylor & Wilson, 2003; Bromley, 2004; Wilson, 2007). Phát sinh vi sinh học cũng có một hồ sơ hóa thạch dài và bức xạ riêng của nó (xem Glaub & Vogel, 2004; Glaub et al., 2007).

## Bộ sưu tập

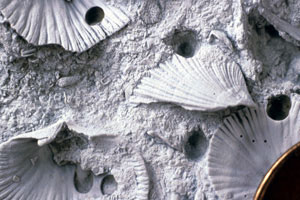
Đào Trypanites trong bãi cứng Thượng Ordovic, đông nam Indiana; xem Wilson và Palmer (2001).
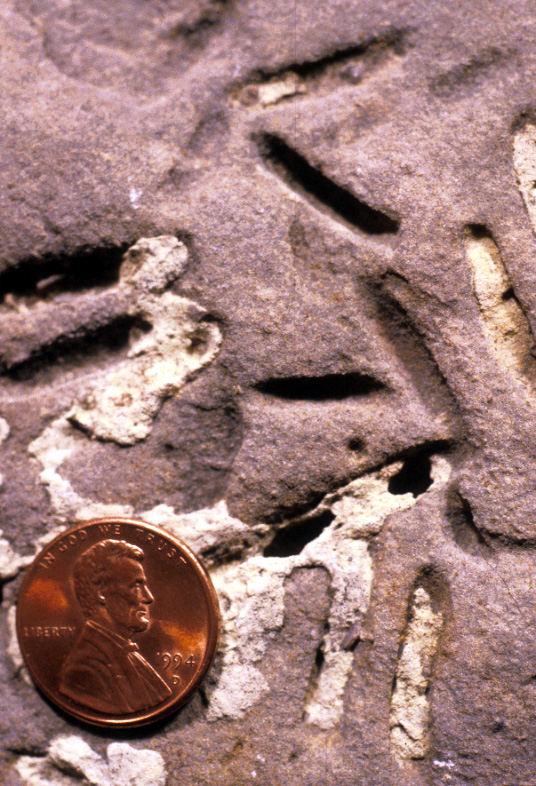
Các mũi khoan của Petroxestes trong một khu vực cứng Upper Ordovician, miền nam Ohio; xem Wilson và Palmer (2006).
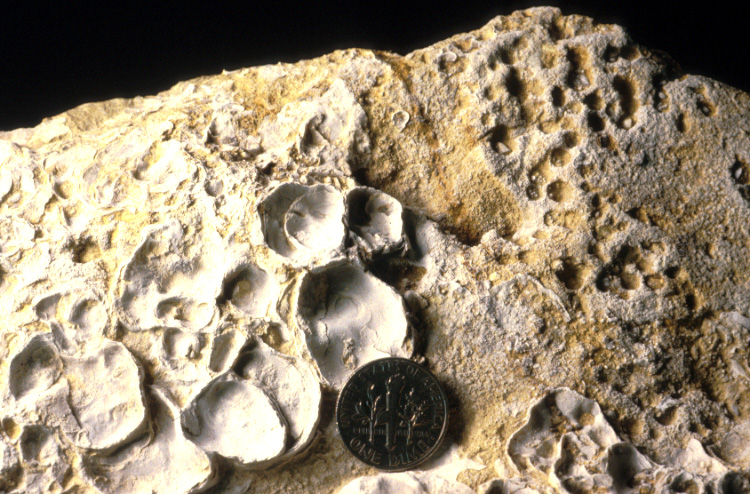
Lỗ khoan Gastrochaenolites trong một khu vực cứng Trung Jurassic, miền nam Utah; xem Wilson và Palmer (1994).
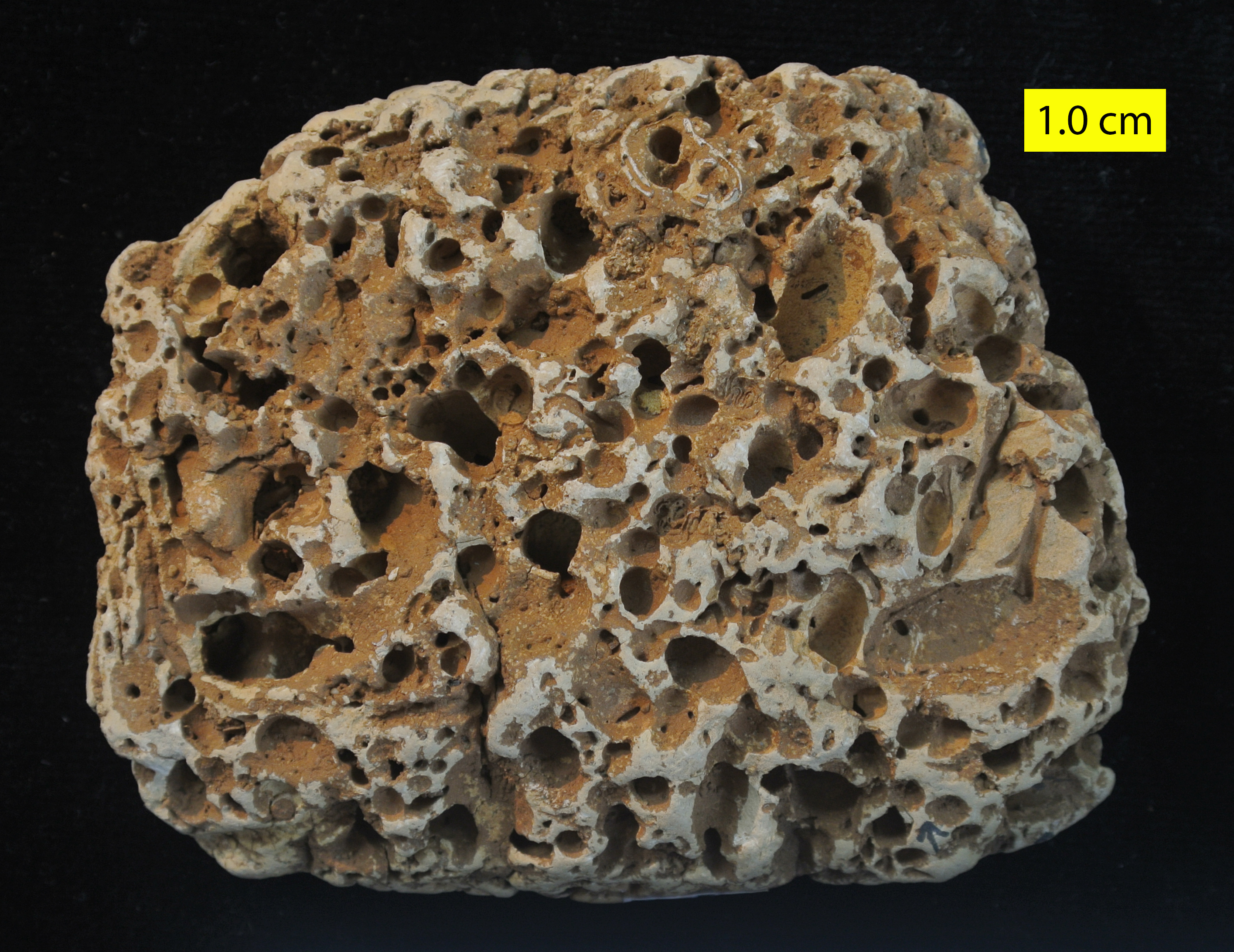
Vô số lỗ khoan trong một tảng đá Creta, Faringdon, Anh; xem Wilson (1986).
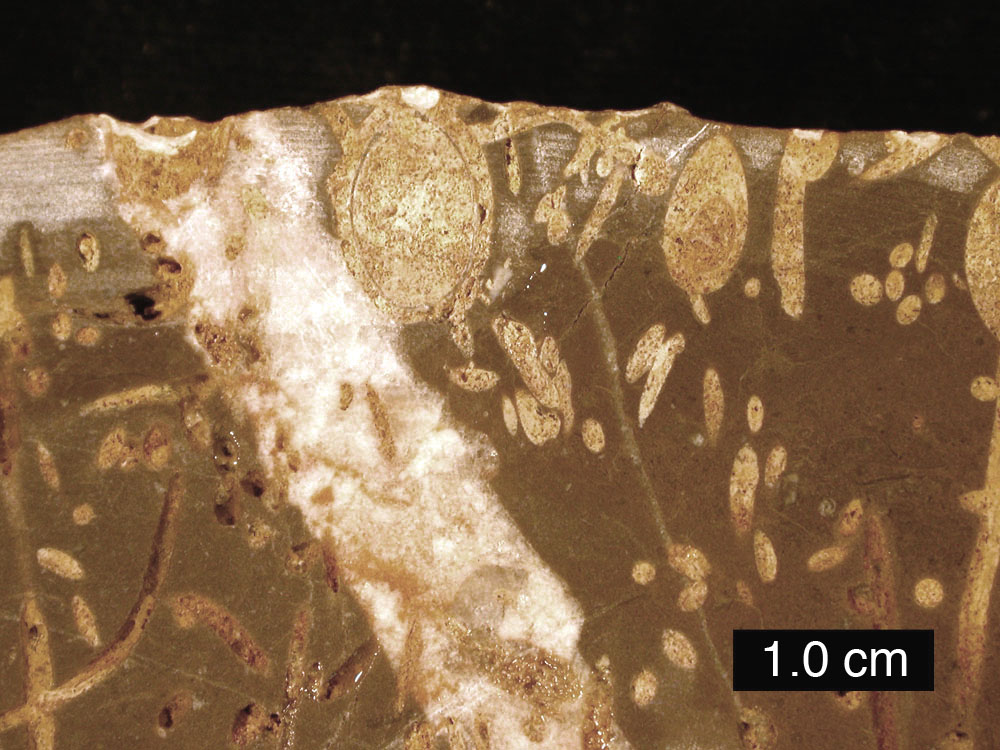
Mặt cắt ngang của một bãi đá Jurassic; borings bao gồm Gastrochaenolites (một số có hai mảnh vỏ nhàm chán) và Trypanites; Đồi Mendip, Anh; thanh tỷ lệ = 1   cm.
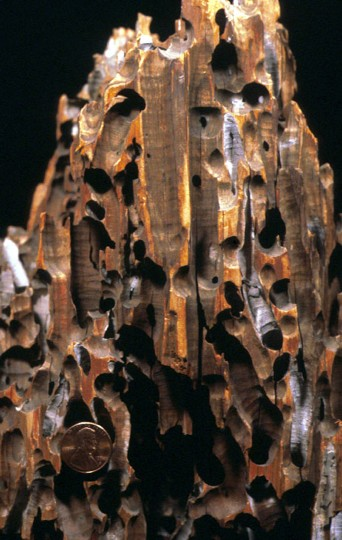
Lỗ Teredolites trong một bến cảng hiện đại; công trình của thân mềm hai mảnh vỏ được gọi là " giun tàu ".
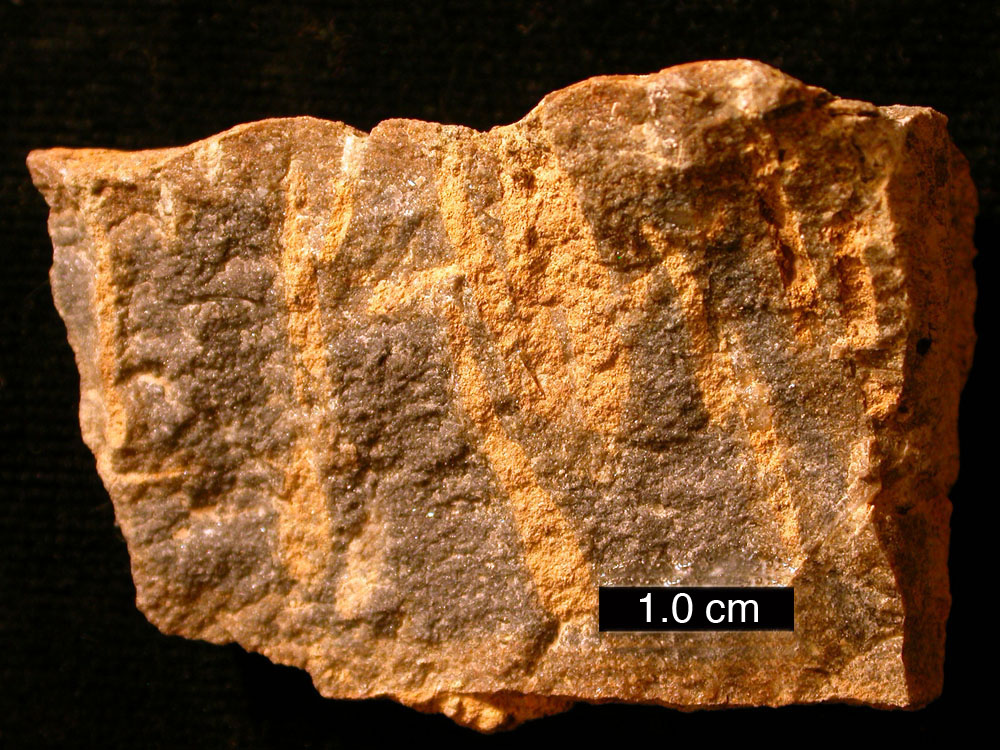
Mặt cắt ngang của Ordovician với các phần của Trypanites chứa đầy dolomit; miền nam Ohio.
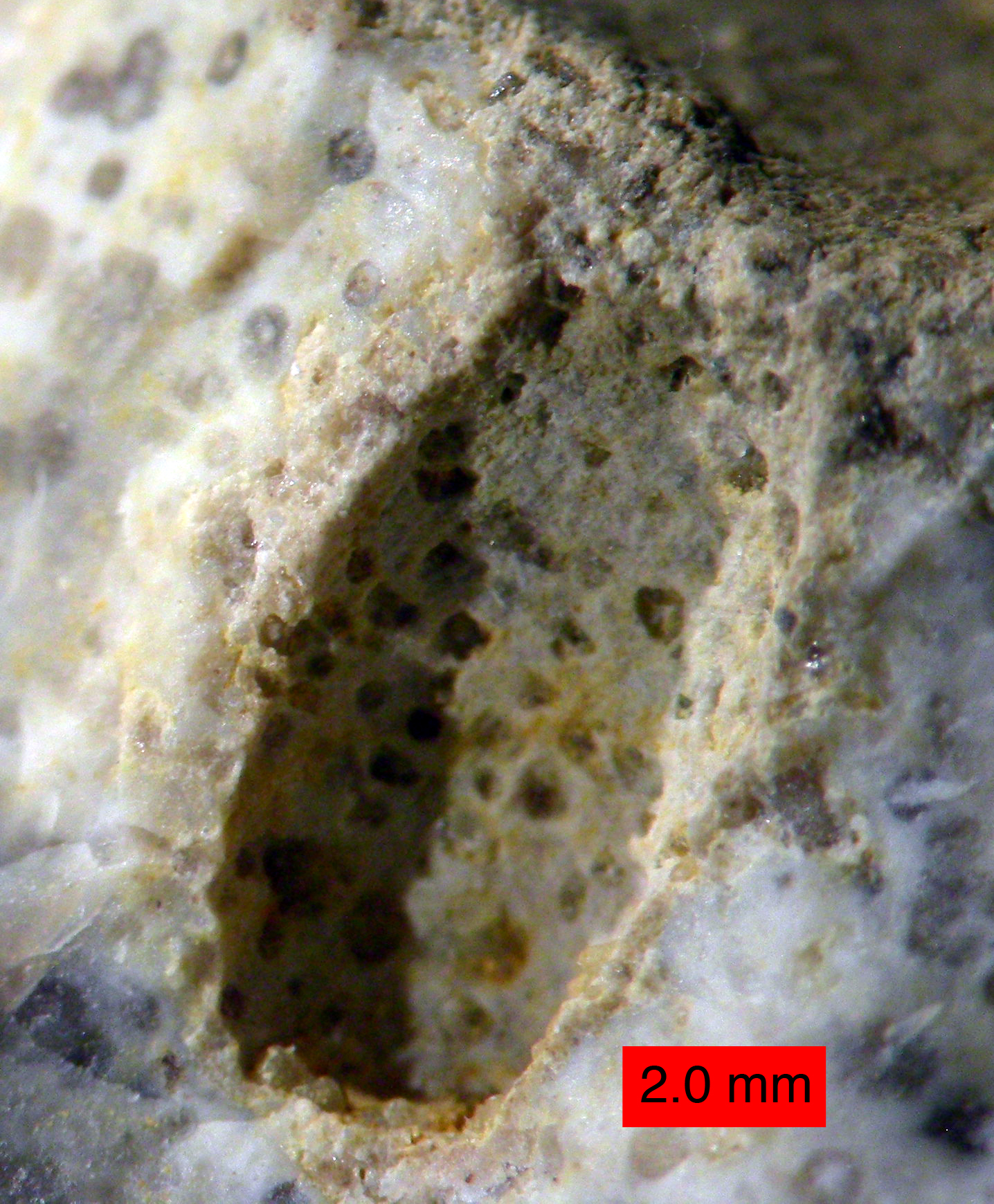
Lỗ khoan Gastrochaenolites trong một san hô scleractinian tái kết tinh, Matmor Formation (Trung Jurassic) của miền nam Israel.
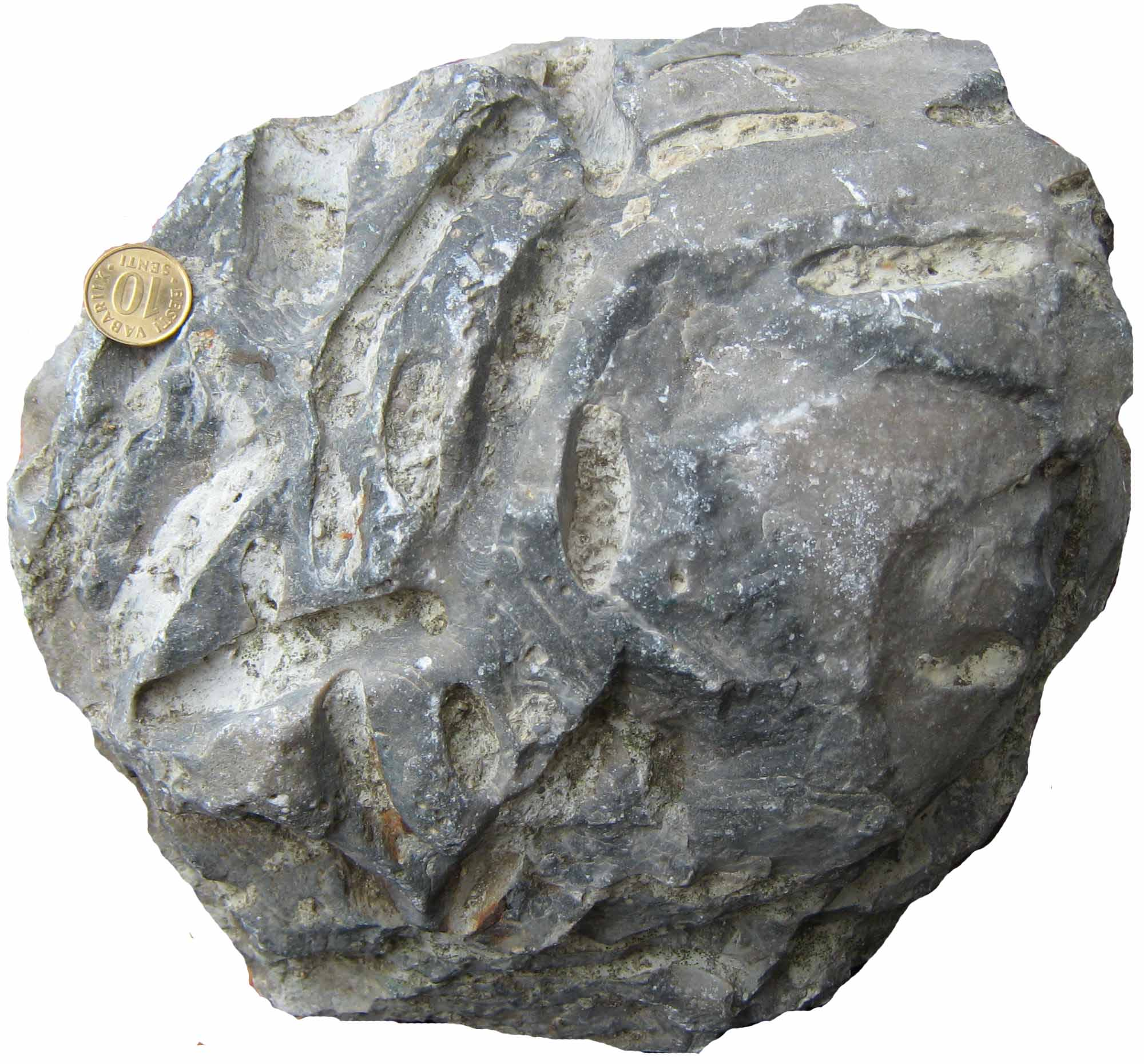
Lỗ khoan Osprioneides trong một stromatoporoid Silurian từ Saaremaa, Estonia; xem Vinn, Wilson và Mõtus (2014).
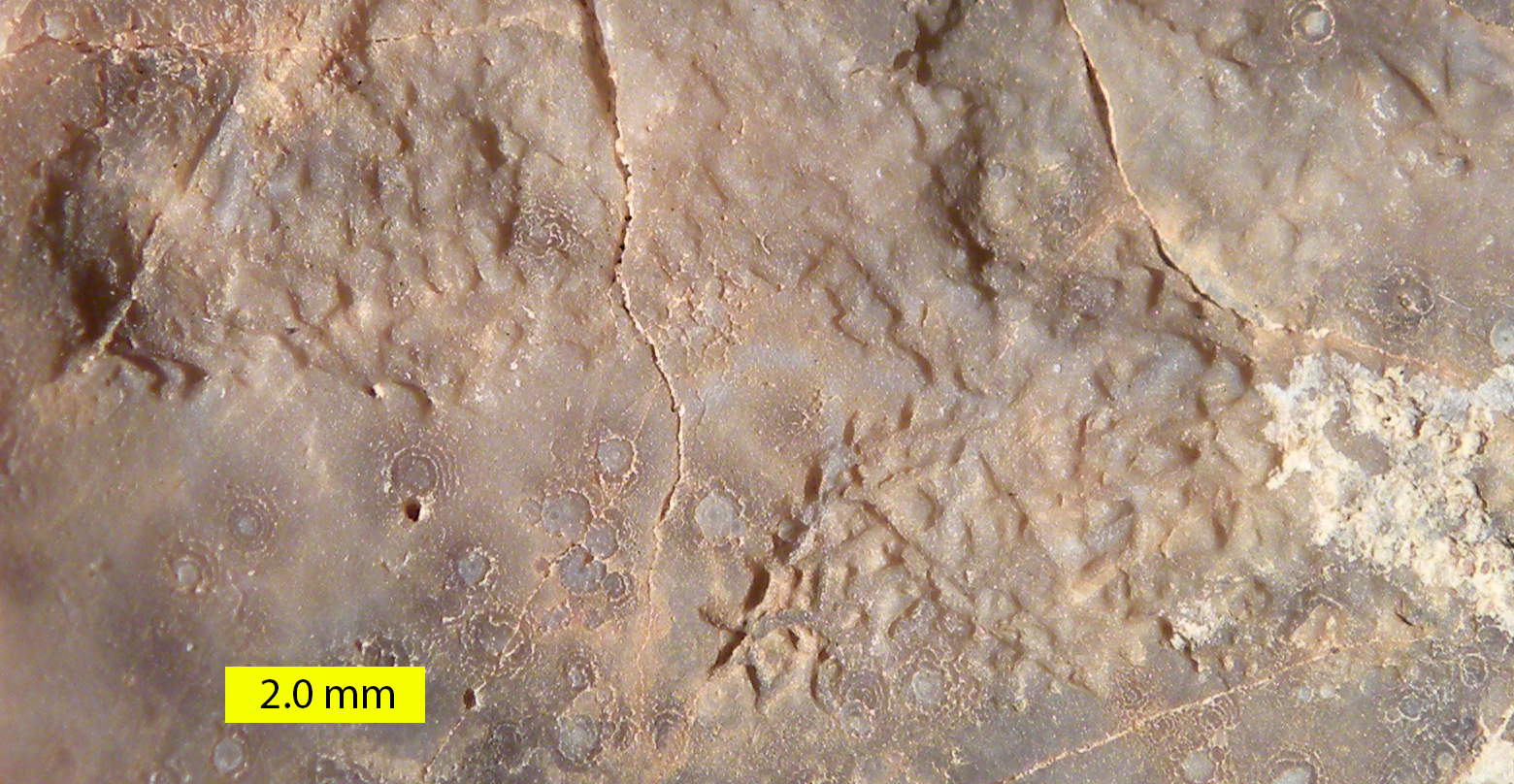
Gnathichnus pentax echinoid theo dõi hóa thạch trên một con hàu từ vùng Cenomanian của Hamakhtesh Hagadol, miền nam Israel.
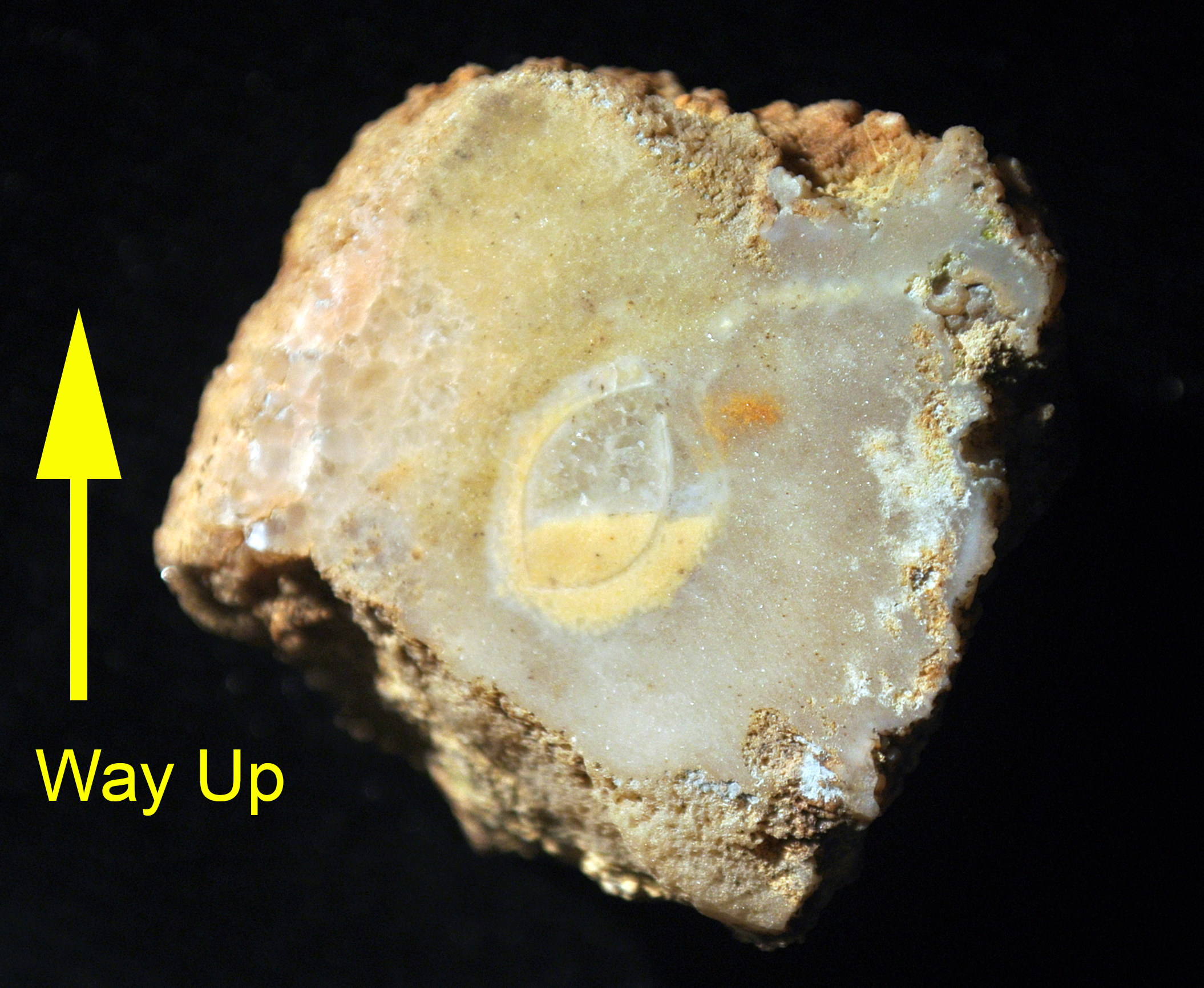
Cấu trúc địa chất trong hai mảnh vỏ nhàm chán trong san hô; vỏ hai mảnh có thể nhìn thấy; Matmor Formation (Trung Jurassic), miền nam Israel.
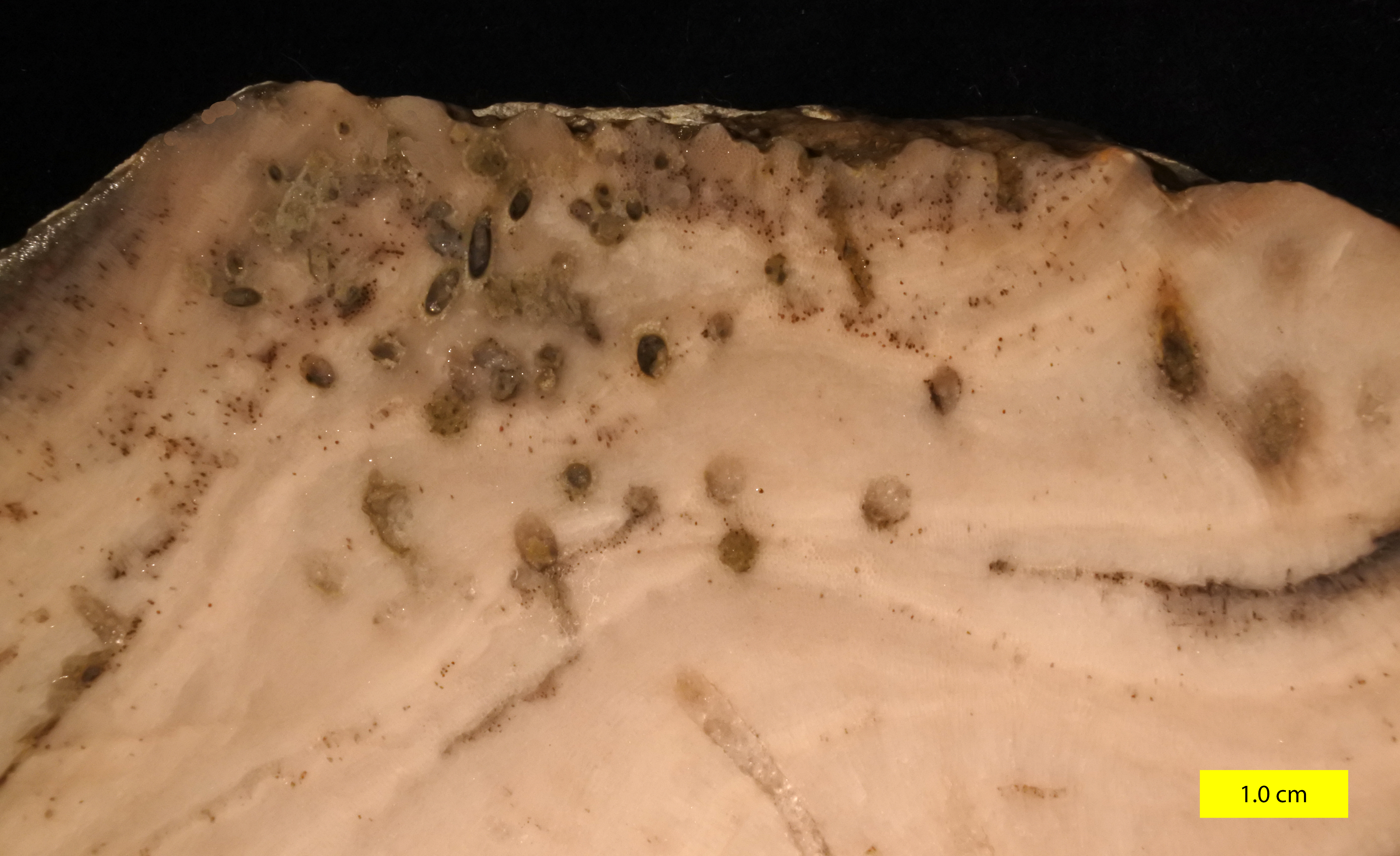
Các lỗ khoan trong một bryozoan Thượng Ordovic, Thành lập Bellevue, miền bắc Kentucky; đánh bóng mặt cắt.